# Sumbat III de Klarjeti
Sumbat III (en georgiano: სუმბატი) (muerto en 1011) fue un príncipe de la dinastía Bagrationi de Reino de los kartvelianos, una región de la actual Georgia; y último soberano de Klarjeti desde el año 993 hasta que fue desposeído por Bagrat III de Georgia en 1011.
Hijo de Bagrat (muerto en 988), y nieto de Sumbat II de Klarjeti, Sumbat III sucedió a su tío David II que murió sin hijos como soberano de la provincia de Klarjeti, una posición que compartiría con su hermano Gurgen. El cronista de los bagrátidas del siglo X, Sumbat Davitis-Dze, les confiere título real – klarjni khelmtsipeni  (კლარჯნი ჴელმწიფენი, lit. Soberanos de Klarjeti). Sumbat y Gurgen gobernaron una porción del territorio hereditario Bagratid no controlado por su primo lejano Bagrat III, que se había convertido en rey de una Georgia unificada en 1008. En 1011, los hermanos fueron invitados por Bagrat III a negociar en el castillo de Panaskerti, pero fueron arrestados y mantenidos prisioneros en el castillo de Tmogvi, donde fueron ejecutados. Sus posesiones y la custodia de su progenie pasaron a Bagrat III. Sus hijos – Bagrat, hijo de Sumbat, y Demetrio, hijo de Gurgen– huyeron a Constantinopla desde donde intentarían recuperar su herencia con la ayuda del Imperio bizantino, por última vez en 1032, aunque sin éxito.